# Valerio Bettoni
Valerio Bettoni (Endine Gaiano, 23 settembre 1948) è un politico italiano, presidente della Provincia di Bergamo dal 1999 al 2009.

## Biografia
Sposato con due figli, diplomato all'istituto per geometri "Giacomo Quarenghi" di Bergamo, è stato funzionario al genio civile di Bergamo. Nella sua attività politica è stato consigliere comunale, provinciale e assessore alla provincia di Bergamo (in quota Democrazia Cristiana) dal 1985 al 1995.
Dopo lo scioglimento della Democrazia Cristiana aderiva al Partito Popolare Italiano. Nelle elezioni politiche del 1994 veniva candidato, senza essere eletto, per la Camera dei Deputati, nel collegio di Costa Volpino per la coalizione centrista del Patto per l'Italia in quota popolare. Successivamente rimaneva in politica ma come indipendente.
Proprio come indipendente, veniva eletto presidente della provincia nel turno elettorale del 2004 (ballottaggio del 26 e 27 giugno), raccogliendo il 52,8% dei voti in rappresentanza di una coalizione di centrodestra. In Consiglio provinciale era sostenuto da una maggioranza costituita da Forza Italia, Alleanza Nazionale e UDC. La Lega Nord, invece, sceglieva di non appoggiare il candidato della coalizione di centrodestra nemmeno al turno di ballottaggio.
Alle elezioni provinciali del 2004 sceglieva di ricandidarsi ma senza il sostegno della Lega Nord. Al termine del suo secondo mandato, non potendo più ricandidarsi a causa del divieto di terzo mandato, lanciava una lista omonima: la Lista Bettoni. Il centrodestra, invece, lanciava la candidatura di Ettore Pietro Pirovano. Bettoni partecipava alle elezioni con la sua lista in coalizione con l'UDC, raccogliendo un consenso pari al 15%.
Alle elezioni regionali del 2010 si candidava per l'UDC in provincia di Bergamo, venendo eletto in consiglio regionale. Due anni dopo, nel 2012, era presente alla Fiera di Bergamo ad un incontro pubblico promosso in sostegno di Matteo Renzi durante la campagna primarie 2012 del Partito Democratico; qualche mese dopo, sposa la candidatura del candidato Presidente della Regione Lombardia sostenuto da PD, SEL, IDV Umberto Ambrosoli e poche settimane prima delle elezioni regionali costituisce un gruppo consiliare in Regione Lombardia con Francesco Spada dell'Italia dei Valori e con Enrico Marcora.
Il 31 gennaio 2013 risultava indagato nell'ambito della vicenda dei rimborsi per spese effettuate dal Gruppo Consiliare della Regione Lombardia. Un anno dopo, il 16 dicembre 2013, veniva richiesta l'archiviazione per l'infondatezza della notizia di reato dalla Procura della Repubblica presso il Tribunale di Milano. Il 5 marzo 2014, veniva disposta l'archiviazione dal Tribunale di Milano, ufficio del giudice per le indagini preliminari e dell'udienza preliminare.
Nel 2013, con il trasferimento della sede dell'ospedale di Bergamo da quella vecchia dei Riuniti a quella nuova del Papa Giovanni XXIII, scoppiava in Bergamo il caso del "caro parcheggio". Fu proprio l'amministrazione da lui guidata a gestire la costruzione del parcheggio a servizio del nuovo ospedale, optando per una realizzazione in finanza di progetto.  A seguito delle polemiche, 
l'ex assessore provinciale alla Pianificazione territoriale e alle Grandi infrastrutture Felice Sonzogni ammetteva le colpe: "[…] facendo un'attenta valutazione e senza girare troppo attorno al problema dobbiamo ammettere che stanno emergendo aspetti che forse, ai tempi della firma dell'Accordo, non hanno avuto il rilievo che meritavano […]".
Nell'aprile 2014, si candidava alle Elezioni Europee con Forza Italia, non risultando eletto.